# Орден Заслуг (Норвегія)
Королівський Норвезький орден Заслуг (норв. Den Kongelege Norske Fortenstordenen) — державна нагорода Норвегії. Заснований 14 червня 1985 року королем Олафом V.

## Історія створення
Статут єдиного норвезького ордену — Святого Олафа обмежував коло осіб, що мали права на нагородження. Доволі гостро постало питання про відзнаку громадян Норвегії, які мешкали за межами країни, а також іноземців за заслуги перед Норвегією.
14 червня 1985 року король Олаф V заснував орден Заслуг. Новий орден, згідно зі своїм статутом, став еквівалентом ордена Святого Олафа.
Король Норвегії є гроссмейстером ордена. Спадкоємець престолу одночасно є кавалером Великого хреста.
Рада ордена складається з трьох членів: канцлера, віце-канцлера й члена Ради. Начальник Королівського двору одночасно обирається канцлером ордена. Начальник протоколу Міністерства закордонних справ Норвегії є віце-канцлером. Третім членом Ради є начальник канцелярії ордена Святого Олафа. Канцелярія ордена розташована в Міністерстві закордонних справ Норвегії й перебуває у віданні начальника канцелярії та секретаря ордена.

## Ступені ордена
Офіційно орден Заслуг має три класи, два з яких розділяються на підкласи. Фактично у ордена п'ять класів:
- Кавалер Великого хреста (норв. Storkross)
- Командор, поділяється на два підкласи:
  -  Командор з зіркою (норв. Kommandør med stjerne)
  -  Командор (норв. Kommandør)
- Кавалер, поділяється на два підкласи:
  -  Кавалер I класу (норв. Riddar av 1. klasse)
  -  Кавалер (норв. Riddar)

## Вимоги до нагородження
Орденом Заслуг нагороджуються громадяни Норвегії, що мешкають чи працюють за межами Норвегії (головно, дипломати), а також іноземці, за видатні заслуги перед Норвегією.
Подання до нагородження надаються в Раду ордена та затверджуються королем. В особливих випадках король має право нагороджувати за своїм рішенням, без подання до Ради ордена.

## Знаки ордена
Знак
Знак ордена являє собою хрест, схожий на лист конюшини, вкритий червоною емаллю у формі прямого хреста. По центру хреста накладено вензель короля Олафа V, заповнений червоною емаллю. По кутах хреста давні норвезькі корони. До верхнього кінця хреста припаяне кільце, крізь яке просилене ще одне кільце, з допомогою якого знак кріпиться до стрічки. Знак кавалера срібний, решти ступенів — золотий.
Зірка
Зірка ордена восьмикінечна, з накладеним на неї по центру знаком ордена (простір між коронами та сторонами хреста заповнене білою емаллю). Зірка кавалерів Великого хреста золота, командорів із зіркою — срібна.
Стрічка
Стрічка ордена муарова темно-синя. Ширина стрічки Великого класу — 10 см, командорів — 6 см, кавалерів — 4 см.
На відміну від ордена Святого Олафа, знаки ордена Заслуг не потрібно повертати після смерті кавалера (проте, при отриманні більш високого ступеня, знаки нижчого ступеня підлягають поверненню до канцелярії ордена).

## Правила носіння
Кавалери та кавалери I класу носять знак ордена на стрічці з лівого боку грудей (дами — на стрічці у формі банта біля лівого плеча).
Командори носять знак ордена на шийній стрічці (дами — на стрічці у формі банта біля лівого плеча).
Командори із зіркою носять знак ордена на шийній стрічці (дами — на стрічці у формі банта біля лівого плеча) й зірку на лівому боці грудей.
Кавалери Великого хреста носять знак ордена на широкій стрічці через праве плече й зірку на лівому боці грудей. Особи духовного звання, при богослужебному вбранні, носять знак Великого хреста на шиї, на широкій стрічці.
Носиться лише нагорода старшого ступеня ордена.

## Кавалери ордена

### Відомі кавалери ордена
- Євдокимов Юрій Олексійович — Командор (29 серпня 2007).
- Іваничук Наталія Романівна (4 червня 2018).
- Квіцинський Юлій Олександрович — Великий Хрест.
- Ангела Меркель — Великий Хрест (15 жовтня 2007).
- Франк-Вальтер Штайнмаєр — Великий Хрест (15 жовтня 2007).

### Статистика нагороджень
| Ступінь/рік        | 2005 | 2006 | 2007 | 2008 |
| ------------------ | ---- | ---- | ---- | ---- |
| Великий Хрест      | 7    | 12   | 29   | 19   |
| Командор із зіркою | 0    | 14   | 31   | 11   |
| Командор           | 15   | 46   | 63   | 38   |
| Кавалер I класу    | 20   | 48   | 80   | 50   |
| Кавалер            | 0    | 5    | 40   | 9    |
| Разом              | 42   | 125  | 243  | 127  |